# 佐伯秀男
佐伯 秀男（さえき ひでお、1912年1月9日 - 2003年11月1日）は、日本の俳優、ファッションモデル、ボディビルダーである。本名は鬼武 秀治（）、1956年 - 1959年の一時期、三原 秀夫（）と名のった時期があり、佐伯 泰輔（）の別名も持つ。

## 人物・来歴

### 新劇からPCL・東宝へ
1912年（明治45年）1月9日、東京府東京市赤坂区表町に生まれる。父・鬼武次郎は、近衛師団騎兵連隊に所属する大日本帝国陸軍の軍人であった。

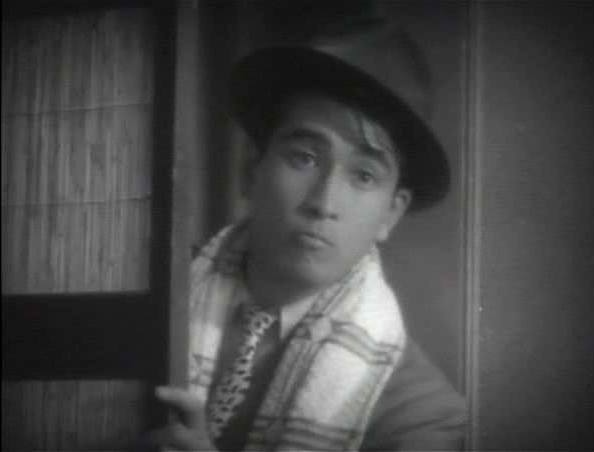
『都會の怪異 7時03分』の佐伯（当時23歳、1935年）。

1930年（昭和5年）3月、旧制・青山学院中等部を卒業し、同年4月、明治大学に進学する。その後、同学を中途退学し、1932年（昭和7年）2月に友田恭助・田村秋子夫妻らが立ち上げた新劇の劇団、築地座の第一期研修生になり、同年、研修を終えて正式に団員になる。1934年（昭和9年）9月、同座から毛利菊枝、清川玉枝らが脱退、それに同行して創作座の立ち上げに参加する、とする説と、同年同月、ピー・シー・エル映画製作所に入社したとする説があり、いずれの資料でも、同年11月15日に公開された『あるぷす大将』（監督山本嘉次郎）に出演、満22歳で映画界に登場、とする。
同社は前年1933年（昭和8年）12月5日に設立されたばかりのトーキーのための新しい映画会社であり、同社において、「新しい感覚をもった二枚目」と評価され、入社早々助演クラスに位置し、1936年（昭和11年）9月1日に公開された『君と行く路』（監督成瀬巳喜男）では主演の大川平八郎の弟役、1937年（昭和12年）7月1日に公開された『雪崩』（監督成瀬巳喜男）では霧立のぼる（1917年 - 1972年）の相手役として主演する。翌週の同年7月11日に公開された『白薔薇は咲けど』（監督伏水修）では入江たか子（1911年 - 1995年）の相手役を務め、『美しき鷹』（監督山本嘉次郎、1937年）、『新柳桜』（監督荻原耐、1938年）、『四ツ葉のクローバ』（監督岡田敬、同年）、『街に出たお嬢さん』（監督大谷俊夫、同年）と立て続けに霧立の相手役として主演した。同年5月には佐伯が歌った「ヒヤシンスの唄」（作詞佐伯孝夫、作編曲飯田信夫）というレコードが発売されている。その間、同年9月10日には4社合併によって同社は東宝映画になり、佐伯は同社に引き続き東宝映画東京撮影所（現在の東宝スタジオ）に所属した。同年10月に発行された『実業之日本』第19号に、佐伯は「僕の兵役」という特集に小文を掲載しており、この時点以前に兵役に就いていた。

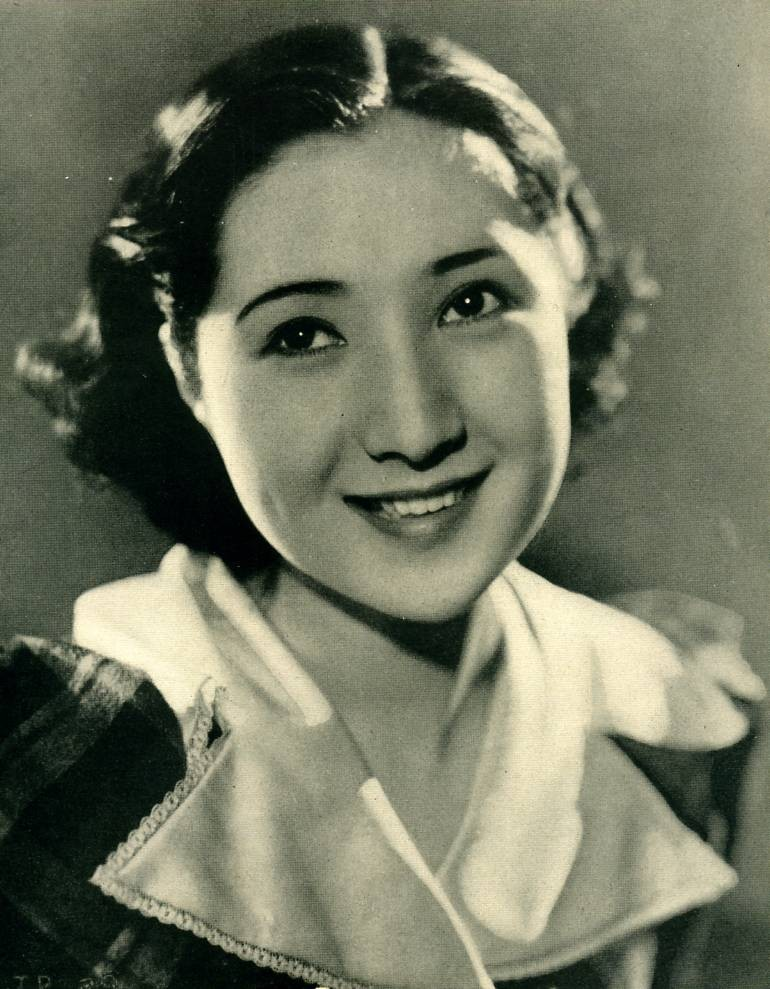
同僚の霧立のぼると結婚（1942年）。

### 霧立のぼるとの結婚と別離
1942年（昭和17年）4月1日から第二次世界大戦の戦時体制によって、全作品を映画配給社が一括配給することになり、各社の製作本数が激減する。佐伯はひきつづき同社に所属しており、同年9月付の東宝の俳優専属者のリストにその名がみられる。同年、共演者であった霧立のぼると結婚、佐伯は、同年末には、大日本映画製作（大映）に移籍した。翌1943年（昭和18年）8月25日には長女・治美（のちの女優・霧立はるみ）が生まれている。妻の霧立は、産前4か月に当たる同年4月29日に公開された『あさぎり軍歌』（監督石田民三）に出演したのを最後に東宝映画を退社している。同年10月21日には、京都座での川崎弘子の舞台初出演『すみだ川』が上演されたが、佐伯はこれに伊庭駿三郎とともに特別出演している。同年12月1日には、同じく京都座で永田一党の『船乗り動員令』にも特別出演した。
霧立とは1944年（昭和19年）には離婚している。霧立は同年4月には「霧立のぼるとあざみ楽団」を結成、浪花座を始めとし、実演の舞台に忙しかった。
1945年（昭和20年）1月25日に公開された『姿なき敵』（監督千葉泰樹）は、日本の国際放送「ラジオ・トウキョウ」を描いた作品であり、佐伯は宇佐美淳とともに出演、「小野放送小隊長」を演じている。北山節郎は千葉とのやりとりで「敗戦直後、フィルムは焼却された」との回答を得たが、東京国立近代美術館フィルムセンター（NFC）は同作の上映用プリントを所蔵している。佐伯は、大戦後の同年には大映を退社、1946年（昭和21年）、マキノ正博が撮影所長の時代の松竹下加茂撮影所に契約、溝口健二が監督した『女優須磨子の恋』（1947年）に出演、「東儀鉄笛」役を演じた。離婚した相手の霧立も、同年8月22日に公開された、同撮影所が製作した『東京特急四列車』（監督市川哲夫）に出演している。同年10月15日には、マキノが構成・演出した「『のんきな父さん』音楽祭」が円山公園音楽堂で開かれ、佐伯は轟夕起子、灰田勝彦、柳家金語楼、小杉勇らとともに出演しているが、この直後に小杉を主役にした映画『のんきな父さん』（監督マキノ正博）が製作され、佐伯はこれにも出演し、同年12月1日に全国公開された。

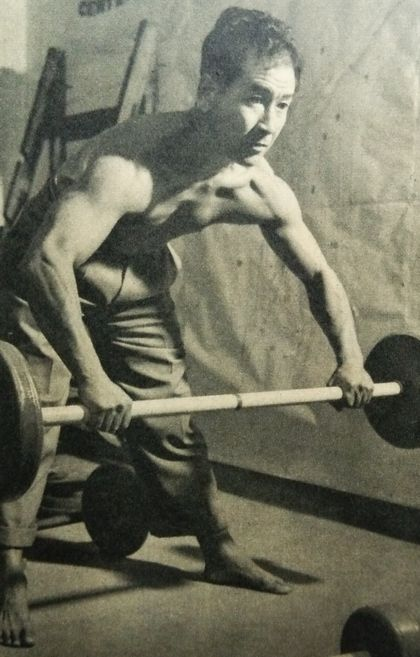
『アサヒグラフ』（1955年11月9日号）に掲載された佐伯（当時43歳）。

### 脇役・端役からの脱却
1949年（昭和24年）以来フリーランスとなる、と『日本映画大鑑 映画人篇』（1955年3月発行）の佐伯の項には記載されている。同書によれば、当時の趣味はゴルフ、ボクシングであったという。『日本映画俳優全集・男優編』（1979年10月23日発行）の佐伯の項によれば、1951年（昭和26年）には東宝、1956年（昭和31年）には新東宝と専属契約をした旨の記述があるが、東宝が発行する資料によれば、1956年5月には三原 秀夫の名で東宝と契約している。三原名義で多数の作品にほとんど端役で出演している。1959年（昭和34年）4月5日に公開された『まり子自叙伝 花咲く星座』（監督松林宗恵）が三原名義の最後の出演作であり、同作を期に東宝を去る。東宝の俳優でゴジラのスーツアクターとして知られる中島春雄は、佐伯から貰い受けたバーベルで体を鍛えていたといい、このバーベルは中島が引退した後も東宝撮影所の俳優部屋に置かれ続け、のちにゴジラ役を引き継いだ薩摩剣八郎もこれを用いていた。
佐伯は同年4月13日に放送されたラジオ東京テレビ（現在のTBSテレビ）のテレビドラマ『東京0時刻 制服に手を出すな』に、主演として迎えられた。佐伯が新東宝の作品に初めて出演したのは、記録の上では、同年7月4日に公開された三原葉子の主演作『海女の化物屋敷』（監督曲谷守平）である。翌1960年（昭和35年）には、同年4月3日に放映が開始されたニッサンプロダクション（のちのNMCプロダクション）製作の連続テレビ映画『怪獣マリンコング』を皮切りに、多くのテレビ映画、テレビドラマに出演を開始する。
1964年（昭和39年）6月に公開された『女の十戒』（監督片岡均）に出演、以降、『日本拷問刑罰史』（監督小森白、1964年）、『赤い肌の門』（監督片岡均、1965年）などの独立系成人映画に出演を開始、『続・妾』（監督大橋秀夫、1964年）では主演した。『日本映画発達史』の田中純一郎は、同書のなかで黎明期の成人映画界のおもな出演者として、扇町京子、橘桂子、城山路子（光岡早苗と同一人物）、内田高子、香取環、新高恵子、松井康子、西朱実、朝日陽子、火鳥こずえ、華村明子、森美沙、湯川美沙、光岡早苗、路加奈子、有川二郎、里見孝二、川部修詩とともに佐伯の名を挙げている。確かに佐伯は端役・脇役の多くなった一般映画から去り、テレビ映画や成人映画に活路を見出したといえる。記録に残る独立系成人映画の最後の出演作は、1967年（昭和42年）2月21日に公開された『情欲の黒水仙』（監督若松孝二）であった。

### 最高齢の肉体美
佐伯がボディビルディングを始めたのは、1968年（昭和43年）だという。1971年（昭和46年）、満59歳で再婚し、台東区柳橋に居を構えるとともに、妻とともに軽食店の経営を始めた。以降はシニアのファッションモデルとして活動し、ボディビルも継続した。離別した前妻の霧立のぼるは、同年6月に劇団新派を退団し、佐伯の生地の近くの港区南青山のマンションに娘と二人で暮らしていたのだが、娘が渡米した留守中の1972年（昭和47年）3月22日未明に睡眠薬の摂取過多により満55歳で孤独死した。
1976年（昭和51年）10月1日に公開された『バカ政ホラ政トッパ政』（主演菅原文太）、翌1977年（昭和52年）1月22日に公開された『やくざ戦争 日本の首領』（主演鶴田浩二）という、東映京都撮影所が製作、中島貞夫が監督した2作品に出演、佐伯 泰輔の名でクレジットされた。1978年（昭和53年）4月8日に公開された『多羅尾伴内』（監督鈴木則文）では「吉村会頭」役で出演、「佐伯秀男」名義では11年ぶりの映画出演であった。
1981年（昭和56年）に地下鉄で佐伯をみかけた池波正太郎は、「先日、久しぶりで佐伯秀男を地下鉄の車内で見た。若いころ、ボクシングできたえた、がっしりとした躰にスポーティなスーツをまとい、大きな旅行鞄を二つも提げ、若い者も顔負けの足取りで、新橋の地下鉄ホームを去って行った」と記している。当時佐伯は満69歳、池波は満61歳であった。1991年（平成3年）、第26回東京ボディビル選手権大会マスターズの部で特別賞を受賞する。最晩年まで「現役最高齢のファッションモデル」、「現役最高齢のボディビルダー」として活動した。1999年（平成11年）にはサンスターの歯磨広告に87歳のボディビルダーとして登場、現役ぶりを示し、2001年（平成13年）9月15日に公開された『忘れられぬ人々』（監督篠崎誠）に出演、主演の三橋達也（1923年 - 2004年）、大木実（1923年 - 2009年）、青木富夫（1923年 - 2004年）のほか、内海桂子（1922年 - 2020年）、風見章子（1921年 - 2016年）、星美智子（1927年 - ）ら、佐伯よりも10歳若い世代の老優たちに交じって「戦友会の鈴木」という役を演じた。
2003年（平成15年）11月1日、19時35分、胃がんのため死去した。91歳没。没後半年に当たる2004年（平成16年）3月には、妻・君代の監修により著作物をまとめた『追悼 映画俳優佐伯秀男 あるがままに輝きて』が発行された。

## フィルモグラフィ
特筆以外はすべて「佐伯秀男」名義、「出演」である。東京国立近代美術館フィルムセンター（NFC）などの所蔵状況についても記す。

### 1930年代
- 『あるぷす大将』 : 監督山本嘉次郎、原作吉川英治、脚本松崎啓次、主演丸山定夫、製作PCL映画製作所、配給東和商事映画部、1934年11月15日公開 - 初出演作[2][3][5]
- 『絹の泥靴』 : 監督矢倉茂雄、原作佐藤紅録、脚本如月敏、主演滝沢修、製作PCL映画製作所、配給東和商事映画部、1935年1月20日公開
- 『女優と詩人』 : 監督成瀬巳喜男、原作中野実、脚本永見柳二、主演宇留木浩、製作PCL映画製作所、配給東和商事映画部、1935年3月21日公開 - 出演・「若い男」（「若い夫」）役、72分の上映用プリントをNFCが所蔵[9]
- 『三色旗ビルディング』 : 監督木村荘十二、原作サトウハチロー、脚本小林正・永見柳二、主演徳川夢声、製作PCL映画製作所、配給東和商事映画部、1935年7月12日公開 - 出演・「ヘンリイ」役
- 『都会の怪異七時三分』（『都會の怪異 7時03分』） : 監督木村荘十二、原作牧逸馬、脚本小林勝、主演中野英治、製作PCL映画製作所、配給東和商事映画部、1935年10月9日公開 - 出演・「ボディ辰村」役
- 『女軍突撃隊』 : 監督木村荘十二、原作中野実、脚本永見柳二、主演藤原釜足・堤真佐子、製作PCL映画製作所、配給東和商事映画部、1936年1月22日公開
- 『君と行く路』 : 監督・脚本成瀬巳喜男、原作三宅由起子、主演大川平八郎、製作PCL映画製作所、配給東宝映画、1936年9月1日公開 - 出演[5]・「弟・夕次」（「天沼夕次」）役、69分の上映用プリントをNFCが所蔵[9]
- 『恋愛の責任』（『戀愛の責任』） : 監督・脚本村山知義、原作片岡鉄兵、主演堤眞佐子、製作PCL映画製作所、配給東宝映画、1936年10月11日公開 - 出演、71分の上映用プリントをNFCが所蔵[9]
- 『朝の並木路』 : 監督・原作・脚本成瀬巳喜男、主演千葉早智子、製作PCL映画製作所、配給東宝映画、1936年11月1日公開 - 出演・「滋代の恋人」役[8]
- 『女人哀愁』 : 監督・原作成瀬巳喜男、脚本成瀬巳喜男・田中千禾夫、主演入江たか子、製作PCL映画製作所・入江ぷろだくしょん、配給東宝映画、1937年1月21日公開 - 出演・「北村良介」役、74分の上映用プリントをNFCが所蔵[9]
- 『青春部隊』 : 監督松井稔、原作・脚本永見柳二、主演大川平八郎、製作PCL映画製作所、配給東宝映画、1937年3月24日公開
- 『雪崩』 : 監督・脚本成瀬巳喜男、原作大仏次郎、構案村山知義、主演霧立のぼる、製作PCL映画製作所、配給東宝映画、1937年7月1日公開 - 主演[5]・「日下五郎」役、59分の上映用プリントをNFCが所蔵[9]
- 『白薔薇は咲けど』 : 監督伏水修、原作西条八十、脚本東坊城恭長、主演入江たか子、製作PCL映画製作所、配給東宝映画、1937年7月11日公開 - 主演、77分の上映用プリントをNFCが所蔵[9]
- 『楽園の合唱』（『樂園の合唱』） : 監督大谷俊夫、脚本八住利雄・阪田英一、主演神田千鶴子、製作PCL映画製作所、配給東宝映画、1937年8月11日公開 - 出演
- 『北支の空を衝く』 : 監督渡辺邦男、脚本八住利雄・永見柳二、主演岡譲二、製作PCL映画製作所、配給東宝映画、1937年9月1日公開 - 出演、41分の上映用プリントをNFCが所蔵[9]
- 『美しき鷹』 : 監督山本嘉次郎、原作菊池寛、脚本飯田正美、主演霧立のぼる、製作PCL映画製作所、配給東宝映画、1937年10月1日公開 - 主演
- 『雷親爺』 : 製作荻原耐、監督矢倉茂雄、脚本伊馬鵜平・阪田英一、主演徳川夢声、製作東宝映画京都撮影所、配給東宝映画、1937年12月8日公開
- 『母の曲』 : 監督山本薩夫、原作吉屋信子、脚本木村千依男・八住利雄、主演英百合子、製作東宝映画東京撮影所、配給東宝映画、1937年12月15日公開 - 出演、91分の上映用プリントをNFCが所蔵[9]・2003年東宝がVHSビデオグラム発売[7]
- 『花束の夢』 : 監督松井稔、脚本永見柳二・伊馬鵜平、主演神田千鶴子、製作東宝映画東京撮影所、配給東宝映画、1938年1月14日公開 - 主演
- 『世紀の合唱 愛国行進曲』 : 監督伏水修、脚本小林勝、主演滝沢修、製作東宝映画東京撮影所、配給東宝映画、1938年4月21日公開
- 『新柳桜』 : 監督荻原耐、原作久米正雄、脚本荻原耐・上坂新、主演霧立のぼる、製作東宝映画東京撮影所、配給東宝映画、1938年5月11日公開 - 主演
- 『四ツ葉のクローバ』 : 監督岡田敬、原作竹田敏彦、脚本小国英雄・小崎政房・岡田敬、主演霧立のぼる、製作東宝映画東京撮影所、配給東宝映画、1938年6月29日公開 - 主演・「潮」役
- 『街に出たお嬢さん』 : 監督大谷俊夫、原作永見柳二、脚本阪田英一、主演霧立のぼる、製作東宝映画東京撮影所、配給東宝映画、1938年7月31日公開 - 主演
- 『裸の教科書』 : 監督・脚本渡辺邦男、主演小島洋々、製作東宝映画東京撮影所、配給東宝映画、1939年4月11日公開
- 『忠臣蔵 前篇』 : 製作森田信義、監督滝沢英輔、脚本三村伸太郎、主演大河内伝次郎、製作東宝映画東京撮影所、配給東宝映画、1939年4月21日公開 - 出演・「赤垣源蔵」役
- 『忠臣蔵 後篇』 : 製作青柳信雄、監督山本嘉次郎、脚本三村伸太郎、助演出黒澤明、主演大河内伝次郎、製作東宝映画東京撮影所、配給東宝映画、1939年4月21日公開 - 出演・「赤垣源蔵」役
- 『上海陸戦隊』 : 製作森田信義、監督熊谷久虎、脚本沢村勉、主演大日方伝、製作東宝映画東京撮影所、配給東宝映画、1939年5月20日公開 - 出演・「大石一等水兵」役、89分の原版が現存・2006年東宝がDVDビデオグラム発売[7]
- 『青春野球日記』 : 監督渡辺邦男、原作サトウハチロー、脚本小川記正、主演高田稔、製作東宝映画東京撮影所、配給東宝映画、1939年6月10日公開
- 『江見家の手帖』 : 監督矢倉茂雄、原作乾信一郎、脚本荻原耐、主演徳川夢声、製作東宝映画東京撮影所、配給東宝映画、1939年8月10日公開
- 『愛の設計』 : 監督藤田潤一、脚本山形雄策、主演鬼頭善一郎、製作東宝映画京都撮影所、配給東宝映画、1939年10月20日公開 - 出演・「息子成一」役

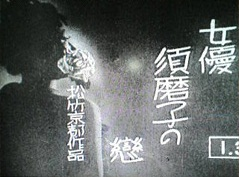
『女優須磨子の恋』（1947年）。

### 1940年代
- 『快速部隊 都会篇 戦線篇』 : 製作田村道美、製作森田信義、監督安達伸男、原作北条雅祥・塚本靖、脚本山崎謙太・葉山四郎、主演霧立のぼる、製作東宝映画東京撮影所、配給東宝映画、1940年2月28日公開 - 主演
- 『燃ゆる大空』 : 製作・監督・構成阿部豊、原作北村小松、脚本八木保太郎、主演大日方伝、製作東宝映画東京撮影所・映画科学研究所、配給東宝映画、1940年9月25日公開 - 出演・「奈良大尉」役
- 『兄の花嫁』 : 監督・原案島津保次郎、脚本山形雄策、主演高田稔、製作東宝映画東京撮影所、配給東宝映画、1941年1月18日公開 - 出演・「息子肇」役、79分の上映用プリントをNFCが所蔵[9]
- 『大地に祈る』 : 製作重宗和伸、監督村田武雄、原作宮川まさ子、脚本大津伸三、構成八木保太郎、主演本間数子、製作東京発声映画製作所、配給東宝映画、1941年2月5日公開
- 『長谷川・ロッパの 家光と彦左』 : 監督マキノ正博、脚本小国英雄、主演長谷川一夫、製作東宝映画東京撮影所、配給東宝映画、1941年3月26日公開 - 出演・「徳川秀忠」役、88分の上映用プリントをNFCが所蔵[9]
- 『雲月の妹の歌』 : 監督石田民三、原作荻原四朗、脚本桑原厚生、主演天中軒雲月、製作東宝映画東京撮影所、配給東宝映画、1941年5月14日公開 - 出演・「森山眞一」役、85分の上映用プリントをNFCが所蔵[9]
- 『上海の月』 : 監督成瀬巳喜男、原案松崎啓次、脚本山形雄策、主演山田五十鈴、製作東宝映画東京撮影所・中華電影公司、配給東宝映画、1941年7月1日公開 - 出演・「小島雄二」役
- 『八十八年目の太陽』 : 監督滝沢英輔、原作高田保、脚本沢村勉、主演徳川夢声、製作東宝映画東京撮影所、配給東宝映画、1941年11月15日公開 - 出演・「次男桐勝」役、101分の上映用プリントをNFCが所蔵[9]
- 『我が家は楽し』 : 監督青柳信雄、原作林二九太、脚本清水哲郎、主演柳家金語楼、製作・配給東宝映画、1941年12月24日公開
- 『水滸伝』 : 監督岡田敬、脚本岸松雄、助監督御代荘輔、主演榎本健一、製作東宝映画、配給映画配給社、1942年7月2日公開（白系） - 出演・「九紋龍史進」役
- 『肉弾挺身隊』 : 監督田中重雄、原作小川忠悳、脚本永見隆二、主演水島道太郎、製作大日本映画製作、配給映画配給社、1944年9月28日公開（紅系） - 出演、30分の上映用プリントをNFCが所蔵[9]
- 『姿なき敵』 : 監督千葉泰樹、原作並河亮、脚本小川記正、主演宇佐美淳、製作大日本映画製作、配給映画配給社、1945年1月25日公開（白系） - 出演・「小野放送小隊長」役、52分の上映用プリントをNFCが所蔵[9]
- 『最後の帰郷』 : 企画加賀四郎、監督田中重雄・吉村廉、原作菊池寛、脚本八田尚之・永見隆二・小石栄一、主演宇佐美淳、製作大映、配給映画配給社、1945年7月26日公開（紅系） - 出演・「槇田中尉」役
- 『のんきな父さん』 : 監督マキノ正博、原作麻生豊、脚本八尋不二、主演小杉勇、製作松竹京都撮影所、配給松竹、1946年12月1日（3日とも）公開 - 出演・「西村」役
- 『地獄の顔』 : 監督大曾根辰夫、原作菊田一夫、脚本柳川真一、主演水島道太郎、製作松竹京都撮影所、配給松竹、1947年1月28日公開 - 出演・「蘇州の鉄」役
- 『非常線』 : 監督マキノ正博、脚本沢村勉、主演月丘夢路、製作松竹京都撮影所、配給松竹、1947年5月13日公開 - 出演・「西脇」役
- 『モデルと若様』 : 企画絲屋寿雄、監督高木孝一、脚本依田義賢、主演水島道太郎、製作松竹京都撮影所、配給松竹、1947年5月27日公開 - 出演・「白川三郎」役
- 『女優須磨子の恋』（『女優須磨子の戀』） : 企画絲屋寿雄、監督溝口健二、原作長田秀雄、脚本依田義賢、主演田中絹代、製作松竹京都撮影所、配給松竹、1947年8月16日公開 - 出演・「東儀鉄笛」役、96分の上映用プリントをNFCが所蔵[9]
- 『激怒』 : 監督小坂哲人、脚本柳川真一、主演宇佐美淳・月丘千秋、製作松竹京都撮影所、配給松竹、1947年9月9日公開 - 出演・「保科浩」役
- 『武装警官隊』 : 監督大曾根辰夫、脚本依田義賢、主演原保美、製作松竹京都撮影所、配給松竹、1948年8月10日公開 - 出演・「親分倉橋」役
- 『初夜ふたゝび』（『初夜ふたたび』） : 監督高木孝一、原作小糸のぶ、脚本柳川真一、主演佐野周二、製作松竹京都撮影所、配給松竹、1949年1月18日公開 - 出演・「藤川寛造」役
- 『青春賭博』 : 監督隅田朝二、脚本柳川真一、主演水島道太郎、製作松竹京都撮影所、配給松竹、1949年2月19日公開 - 出演「佐久次郎」役
- 『恋の十三夜』 : 監督原研吉、原作北条誠、脚本斎藤良輔・鈴木兵吾、主演折原啓子、製作松竹大船撮影所、配給松竹、1949年6月5日公開 - 出演・「有田」役

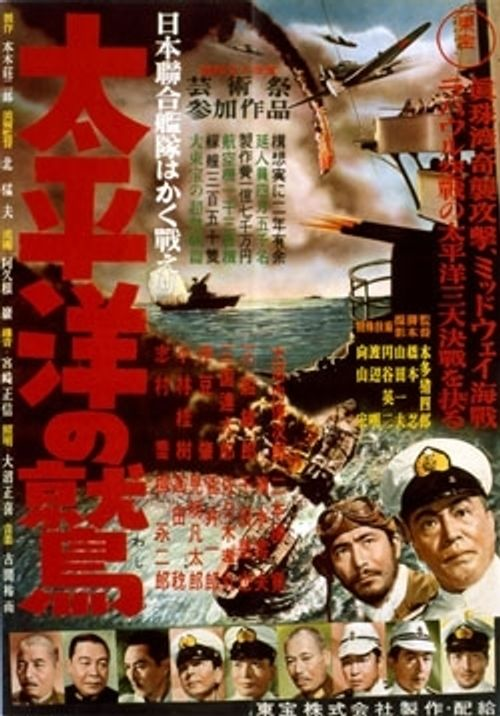
『太平洋の鷲』（1953年）。

### 1950年代
- 『岡晴夫のマドロスの唄』 : 監督野口博志、脚本小森静男、主演岡晴夫、製作日本映画科学研究所、配給東京映画配給、1950年2月14日公開
- 『乙女の性典』 : 監督大庭秀雄、原作小糸のぶ、脚本猪俣勝人、主演飯野公子、製作松竹京都撮影所、配給松竹、1950年3月19日公開 - 出演・「別所」役
- 『地獄の血闘』 : 監督大曾根辰夫、原案菊島隆三、脚本鈴木兵吾・津路嘉郎、主演水島道太郎、製作松竹京都撮影所、配給松竹、1951年1月20日公開 - 出演・「野村」役
- 『この旗に誓う』 : 監督小杉勇、脚本沢村勉、主演大日方伝、製作東映東京撮影所、配給東映、1951年10月12日公開 - 出演・「相良良策」役
- 『佐渡ケ島悲歌』（さどがしまエレジー、『佐渡ガ島悲歌』） : 監督安田公義、脚本館岡謙之助、主演藤田泰子、製作新映プロダクション（新映画社とも）・大映、配給大映、1952年9月4日公開 - 出演・「父真三」役
- 『トンチンカン捕物帳 まぼろしの女』（『トンチンカン捕物帖 まぼろしの女』） : 監督斎藤寅次郎、原作城昌幸、脚本八住利雄、主演榎本健一、製作・配給東宝、1952年9月18日公開 - 出演・「山井蔵人」役
- 『七色の街』 : 製作本木荘二郎、監督・脚本山本嘉次郎、原作武田麟太郎、主演池部良、製作・配給東宝、1952年12月23日公開 - 出演・「藤山」役
- 『午前零時』 : 製作本木荘二郎、監督渡辺邦男、原作井上友一郎、脚本菊島隆三、助監督野長瀬三摩地、主演久慈あさみ、製作・配給東宝、1953年2月12日公開 - 出演・「藤沼イサちゃん」役
- 『總理大臣の恋文』（ラブレター） : 監督齋藤寅次郎、原作館直志、脚本八住利雄、主演三益愛子、製作・配給東宝、1953年2月25日公開 - 出演・「三太」役
- 『アジャパー天国』 : 監督斎藤寅次郎、原作サトウハチロー、脚本八住利雄、助監督曲谷守平、主演花菱アチャコ・伴淳三郎、製作・配給新東宝、1953年4月15日公開 - 出演、84分の上映用プリントをNFCが所蔵[9]
- 『大菩薩峠 甲賀一刀流の巻』（『大菩薩峠 第一部』） : 製作大川博、企画マキノ光雄・玉木潤一郎・坪井與、監督・脚本渡辺邦男、原作中里介山、主演片岡千恵蔵、製作東映京都撮影所、配給東映、1953年4月23日公開 - 出演・「岡田弥市」役、『大菩薩峠 第一部』題で111分の上映用プリントをNFCが所蔵[9]
- 『暁の市街戦』 : 監督春原政久、脚本高岩肇・舟橋和郎・館岡謙之助、主演、製作東映東京撮影所、配給東映、1953年5月27日公開 - 「佐伯秀雄」名義で出演
- 『夕立勘五郎』 : 監督滝沢英輔、脚本松浦健郎・土井聞太、主演小堀明男、製作東京映画、配給東宝、1953年9月23日公開 - 出演・「松平九十郎」役
- 『太平洋の鷲』 : 製作本木荘二郎、監督本多猪四郎、応援監督小田基義、脚本橋本忍、主演大河内伝次郎、製作・配給東宝、1953年10月21日公開 - 出演・「通信参謀」役[32]、119分の上映用プリントをNFCが所蔵[9]
- 『鞍馬天狗 斬り込む』 : 監督・脚本安達伸生、原作大佛次郎、主演嵐寛寿郎、製作宝塚映画製作所、配給東宝、1953年12月29日公開 - 出演・「船頭三吉」役
- 『坊ちゃん社員』（『坊っちゃん社員』） : 製作藤本真澄、監督山本嘉次郎、原作源氏鶏太、脚本池田一朗・山本嘉次郎、主演小林桂樹、製作・配給東宝、1954年3月3日公開 - 出演・「岩代」役
- 『次郎長三国志 第八部 海道一の暴れん坊』 : 製作本木荘二郎、監督マキノ雅弘、原作村上元三、脚本小川信昭・仲原俊哉、助監督岡本喜八、主演小堀明男、製作・配給東宝、1954年6月8日公開 - 出演・「常吉」役、103分の上映用プリントをNFCが所蔵[9]
- 『魔子恐るべし』 : 製作佐藤一郎、監督鈴木英夫、原作宮本幹也、脚本梅田晴夫、主演根岸明美、製作・配給東宝、1954年6月15日公開 - 出演
- 『次郎長三国志 第九部 荒神山』 : 製作本木荘二郎、監督マキノ雅弘、原作村上元三、脚本橋本忍、主演小堀明男、助監督小松幹雄、製作・配給東宝、1954年7月13日公開 - 出演・「都田村の常吉」役、82分の上映用プリントをNFCが所蔵[9]
- 『土曜日の天使』 : 監督山本嘉次郎、原作中野実、脚本梅田晴夫・山本嘉次郎、主演山口淑子、製作・配給東宝、1954年8月22日公開 - 出演
- 『結婚期』 : 監督井上梅次、原作北村小松、脚本村上俊郎・若尾徳平、主演鶴田浩二、製作クレインズクラブ、配給東宝、1954年11月16日公開 - 出演・「殿木プロデューサー」役
- 『密輸船』 : 製作本木荘二郎、監督杉江敏男、原案高野竜雄、脚本小国英雄・宮田輝明、主演三船敏郎、製作・配給東宝、1954年12月1日公開 - 出演・「ポピー支配人夏川」役
- 『顔役無用 男性 NO.1』 : 製作本木荘二郎、監督山本嘉次郎、原案菊島隆三、脚本井手雅人、主演鶴田浩二、製作・配給東宝、1955年1月3日公開 - 出演・「善ちゃん」役
- 『やんちゃ娘行状記』 : 製作本木荘二郎、監督渡辺邦男、原作長沖一、脚本松浦健郎、主演榎本健一、製作・配給東宝、1955年1月9日公開 - 出演
- 『恋化粧』 : 監督本多猪四郎、原作今日出海、脚本西島大、主演池部良、製作・配給東宝、1955年1月9日公開 - 出演・「青年社長」役
- 『俺も男さ』 : 監督山本嘉次郎、原作村崎守毅、脚本松浦健郎、主演鶴田浩二、製作・配給新東宝、1955年3月14日公開 - 出演・「皆川龍彦」役
- 『新鞍馬天狗 夕立の武士』 : 製作大佛次郎・渾大坊五郎、監督杉江敏男、原作大佛次郎、脚本松浦健郎、主演小堀明男、製作・配給東宝、1955年6月14日公開 - 出演・「桂小五郎」役
- 『むっつり右門捕物帖 鬼面屋敷』（『むッつり右門捕物帖 鬼面屋敷』） : 監督山本嘉次郎、原作佐々木味津三、脚本山本嘉次郎・加藤泰、主演嵐寛寿郎、製作・配給東宝、1955年7月6日公開 - 出演・「渡良瀬官兵衛」役
- 『愛の歴史』 : 監督山本嘉次郎、原作田村泰次郎、脚本須崎勝彌・山本嘉次郎、主演鶴田浩二、製作東京映画、配給東宝、1955年9月7日公開 - 出演・「横田」役
- 『黒帯三国志』（『黒帶三国志』） : 製作田中友幸、監督谷口千吉、原作下村明、脚本松浦健郎・山崎巌・谷口千吉、主演三船敏郎、製作・配給東宝、1956年1月29日公開 - 出演・「伊庭八郎」役
- 『大暴れチャッチャ娘』 : 監督杉江敏男、脚本八田尚之、主演江利チエミ、製作・配給東宝、1956年5月24日公開 - 「牛村組の棟梁」役[注釈 3]
- 『はりきり社長』 : 製作藤本真澄、監督渡辺邦男、脚本笠原良三、主演森繁久彌、製作・配給東宝、1956年7月13日公開 - 「総務部長」役[注釈 3]
- 『天上大風』 : 監督瑞穂春海、原作源氏鶏太、脚本長瀬喜伴、主演池部良、製作・配給東宝、1956年11月13日公開 - 「稲川良一」役[注釈 3]
- 『婚約指輪 エンゲージリング』 : 監督松林宗恵、脚本若尾徳平、原作・脚本・主演石原慎太郎、製作・配給東宝、1956年11月20日公開 - 「宝石店支配人」役[注釈 3]
- 『空の大怪獣 ラドン』 : 製作田中友幸、監督本多猪四郎、原作黒沼健、脚本村田武雄・木村武、主演佐原健二、製作・配給東宝、1956年12月26日公開 - 「航空自衛隊司令」役[出典 17][注釈 3]、82分の上映用プリントをNFCが所蔵[9]
- 『おしゃべり社長』 : 監督青柳信雄、原作中野実、脚本川内康範・永来重明・新井一、主演森繁久彌、製作東京映画、配給東宝、1957年1月3日公開 - 「社員A」役[注釈 3]
- 『星空の街』 : 監督小田基義、脚本芥田暮夫、助監督船床定男、主演江原達怡、製作・配給東宝、1957年1月15日公開 - 「富田教授」役[注釈 3]
- 『純情部隊』 : 監督マキノ雅弘、原作玉川一郎、脚本中田竜雄、主演力道山、製作東映東京撮影所、配給東映、1957年1月15日公開 - [注釈 3]88分の上映用プリントをNFCが所蔵[9]
- 『早く帰ってコ』 : 監督斎藤達雄、脚本志賀高彦、主演伊藤久哉、製作・配給東宝、1957年4月2日公開（映倫番号 10119） - 「佐伯俊平」役[注釈 3]
- 『三十六人の乗客』 : 監督杉江敏男、原作有馬頼義、脚本井手雅人・瀬川昌治、主演小泉博、製作東京映画、配給東宝、1957年4月16日公開（映倫番号 10084） - 「小林刑事」役[注釈 3]
- 『東京だヨおッ母さん』 : 監督斎藤達雄、脚本山上光穂、助監督船床定男、主演島倉千代子、製作・配給東宝、1957年4月23日公開（映倫番号 10118） - 「乾分B」役[注釈 3]
- 『大当り三色娘』 : 監督杉江敏男、原作中野実、脚本井手俊郎、主演美空ひばり・江利チエミ・雪村いづみ、製作・配給東宝、1957年7月13日公開（映倫番号 10226） - 「岡田真一」役[注釈 3]
- 『別れの茶摘歌姉妹篇 お姉さんと呼んだ人』（『別れの茶摘歌 お姉さんと呼んだ人』『別れの茶摘み歌 お姉さんと呼んだ人』） : 監督本多猪四郎、脚本本多猪四郎・竹中弘祐、主演扇千景、製作・配給東宝、1957年8月25日公開（映倫番号 10217） - 「大沢」役[注釈 3]
- 『肌色の月』 : 監督杉江敏男、原作久生十蘭、脚本長谷川公之、主演乙羽信子、製作東京映画、配給東宝、1957年10月8日公開（映倫番号 10337） - 「刑事A」役[注釈 3]
- 『一本刀土俵入』 : 監督マキノ雅弘、原作長谷川伸、脚本井手雅人、主演加東大介、製作・配給東宝、1957年10月13日公開（映倫番号 10344） - 「河岸山(浪人)」役[注釈 3]
- 『地球防衛軍』 : 製作田中友幸、監督本多猪四郎、原作丘見丈二郎、脚本木村武、潤色香山滋、主演佐原健二、製作・配給東宝、1957年12月28日公開（映倫番号 10267） - 「江本司令」役[出典 18][注釈 3]、84分の上映用プリントをNFCが所蔵[9]
- 『ジャズ娘に栄光あれ』 : 監督山本嘉次郎、脚本山本嘉次郎・蓮池義雄、主演浜村美智子、製作・配給東宝、1958年1月29日公開（映倫番号 10490） - 「石川カメラマン」役[注釈 3]
- 『大番 完結篇』 : 製作藤本真澄、監督千葉泰樹、原作獅子文六、脚本笠原良三、主演加東大介、製作・配給東宝、1958年7月1日公開（映倫番号 10700） - 「ゴルフ仲間A」役[注釈 3]、103分の上映用プリントをNFCが所蔵[9]
- 『ロマンス祭』 : 監督杉江敏男、脚本須崎勝弥、主演江利チエミ・雪村いづみ、製作宝塚映画製作所、配給東宝、1958年8月12日公開（映倫番号 10727） - 「マネージャー榊原」役[注釈 3]
- 『大学のお姐ちゃん』 : 製作藤本真澄、監督杉江敏男、脚本笠原良三、主演団令子、製作・配給東宝、1959年3月3日公開（映倫番号 11061） - 「バンドマスター」役[注釈 3]
- 『まり子自叙伝 花咲く星座』 : 監督松林宗恵、原作菊田一夫、脚本関沢新一、主演宮城まり子、製作・配給東宝、1959年4月5日公開（映倫番号 11122） - 「花山行之介」役[注釈 3]
- 『海女の化物屋敷』 : 製作大蔵貢、監督曲谷守平、原案葭原幸造、脚本杉本彰・赤司直、主演三原葉子、製作・配給新東宝、1959年7月4日公開（映倫番号 11274） - 出演・「青山史郎」役
- 『狂った欲望』 : 監督・脚本松井稔・小林悟、原作園生義人、主演浅見比呂志、製作協和プロダクション、配給新東宝、1959年8月1日公開（成人映画・映倫番号 11351） - 出演・「武蔵刑事」役
- 『復讐秘文字峠 前後篇』 : 監督山田達雄、原作林不忘、脚本杉本彰、主演嵐寛寿郎、製作・配給新東宝、1959年8月15日・22日公開（映倫番号 不明） - 出演・「山路主計」役
- 『明治大帝と乃木将軍』 : 総指揮・原作大蔵貢、監督小森白、脚本館岡謙之助、主演嵐寛寿郎、製作・配給新東宝、1959年11月1日公開（映倫番号 11418） - 出演・「山岡少佐」役
- 『雷電』 : 総指揮大蔵貢、監督中川信夫、原作尾崎士郎、脚本杉本彰・中川信夫、主演宇津井健、製作・配給新東宝、1959年11月23日公開（映倫番号 不明） - 出演・「小野川」役
- 『続 雷電』 : 総指揮大蔵貢、監督中川信夫、原作尾崎士郎、脚本杉本彰・中川信夫、主演宇津井健、製作・配給新東宝、1959年11月28日公開（映倫番号 不明） - 出演・「小野川」役、81分の上映用プリントをNFCが所蔵[9]
- 『水戸黄門とあばれ姫』 : 製作大蔵貢、監督毛利正樹、脚本岡戸利秋・芝二郎、主演小畠絹子、製作・配給新東宝、1959年12月1日公開（映倫番号 11352） - 出演・「隆光」役

### 1960年代
- 『殺されるのは御免だ』 : 監督原功、脚本田辺虎男・阿部計、主演梅若正二、製作さくらプロダクション、配給新東宝、1960年4月23日公開（映倫番号 11805） - 出演・「高岩」役
- 『続々べらんめえ芸者』 : 監督小石栄一、脚本鷹沢和善、主演美空ひばり、製作東映東京撮影所、配給東映、1960年8月7日公開（映倫番号 12019） - 出演・「竹葉の恋人市川文之丞」役
- 『女の十戒』 : 監督片岡均、主演桂奈美、製作轍プロダクション、1964年6月公開（成人映画・映倫番号 不明） - 出演、80分の上映用プリントをデジタルミームが所蔵[17]
- 『日本拷問刑罰史』 : 製作小森白・前川元成・三浦恭裕、企画並木謹也、監督小森白、原作・監修名和弓雄、脚本吉田義昭、主演森美沙、製作小森白プロダクション、配給新東宝興業、1964年10月27日公開（成人映画・映倫番号 13749） - 出演、82分の上映用プリントをNFCが所蔵[9]
- 『続・妾』 : 製作矢元照雄、監督大橋秀夫、脚本芳賀呉雄、共演扇町京子・牧和子、製作・配給国映、1964年12月21日公開（成人映画・映倫番号 13768） - 主演
- 『赤い肌の門』 : 監督片岡均、脚本鴉三吉、主演城山路子、製作・配給葵映画、1965年1月公開（成人映画・映倫番号 13826）
- 『色と欲』 : 製作高島尚一、企画福田在明・新船澄高、監督新藤孝衛、脚本白井明、撮影勝目勝、主演香取環、製作日本映画社、1965年1月公開（成人映画・映倫番号 13839） - 出演、82分の上映用プリントをNFCが所蔵[9]
- 『漁色』 : 製作田中利男、企画井上猛夫、監督・脚本沢賢介、主演桂奈美、製作三協、配給センチュリー映画社、1965年7月公開（成人映画・映倫番号 不明） - 出演・「唐沢船長」役
- 『激情のハイウェー』 : 製作・企画後藤充弘、監督・脚本西原儀一、主演葵真由美、製作・配給葵映画、1965年8月公開（成人映画・映倫番号 14051）
- 『腐肉の喘ぎ』 : 製作矢元照雄、企画新船澄子、監督新藤孝衛、脚本白井明、撮影勝目勝、主演野上正義・新高恵子、製作青年芸術映画協会、配給国映、1965年9月公開（成人映画・映倫番号 不明） - 出演・「木下会長」役
- 『処女の反撥』 : 製作建部博、企画井上猛夫、監督倉本一夫、脚本高木享、主演西朱実、製作国際ビデオ、配給センチュリー映画社、1965年10月公開（成人映画・映倫番号 不明） - 出演・「吉崎警部」役
- 『甘い唾液』（『甘いだえき』） : 製作田中忠夫、監督松井文（松井文太）、原作太田庄太郎、脚本生田捷平、主演三枝洋子、製作・配給東京三映社、1965年11月公開（成人映画・映倫番号 14252）
- 『白の人造美女』 : 製作・企画・監督若松孝二、脚本大谷義明、主演柴田秀勝・向井まり、製作若松プロダクション、1966年7月公開（成人映画・映倫番号 不明）
- 『痴情の診断書』 : 監督新藤高守、脚本五代斗志夫、主演松井康子、製作・配給六邦映画、1966年12月公開（成人映画・映倫番号 14573）
- 『情欲の黒水仙』 : 製作・企画・監督若松孝二、脚本大谷義明、助監督沖島勲、主演向井まり、製作・配給六邦映画、1967年2月21日公開（成人映画・映倫番号 14702） - 主演・「電気会社社長」役、70分の上映用プリントをNFCが所蔵[9]

### 1970年代 - 2000年代
- 『バカ政ホラ政トッパ政』 : 企画俊藤浩滋・日下部五朗・今川行雄、監督中島貞夫、脚本笠原和夫・鳥居元宏・中島貞夫、主演菅原文太、製作東映京都撮影所、配給東映、1976年10月1日公開（映倫番号 18858） - 「大倉欣吾」役[注釈 4]
- 『やくざ戦争 日本の首領』 : 企画俊藤浩滋・日下部五朗・松平乗道・田岡満、原作飯干晃一、脚本高田宏治、主演鶴田浩二、製作東映京都撮影所、配給東映、1977年1月22日公開（映倫番号 18888） - 「「和知社長」役[注釈 4]
- 『多羅尾伴内』 : 製作渡辺亮徳・天尾完次・橋本新一、監督鈴木則文、原作比佐芳武、脚本高田宏治、主演小林旭、製作東映東京撮影所、配給東映、1978年4月8日公開（映倫番号 19319） - 出演・「吉村会頭」役
- 『忘れられぬ人々』 : 監督・原作篠崎誠、脚本篠崎誠・山村玲、主演三橋達也、製作ビターズエンド・タキコーポレーション・ベンチャーフィルム・東京テアトル、配給ビターズエンド・タキコーポレーション、2001年9月15日公開（映倫番号 不明） - 出演[5]・「鈴木（戦友会）」役、120分の上映用プリントをNFCが所蔵[9]

### テレビドラマ
- 『東京0時刻 制服に手を出すな』 : 共演中原早苗、製作ラジオ東京テレビ、1959年4月13日放映（ピアスTVサスペンス） - 主演
- 『雑草の歌』第58回『溝』 : 脚本山本雪夫、主演永井智雄、製作日本テレビ放送網、1959年5月15日放映 - [注釈 5]
- 『クライマックス 人生はドラマだ』第20回『淡谷のり子』 : 主演水城蘭子、製作日本テレビ放送網、1960年2月20日放映（再現ドラマ）
- 『怪獣マリンコング』 : 監督飯塚小三郎・柳瀬観・志村敏夫・飯塚芳郎、脚本越田委寿美・柳川創造、主演太田博之、製作ニッサンプロダクション、1960年4月3日 - 同年6月26日放映（全13回） - [注釈 6]
- 『赤い月』 : 脚本阿部桂一、主演森雅之、製作フジテレビジョン、1960年7月30日放映（東芝土曜劇場・第72回）
- 『三人の刑事』第22回 : 脚本有高扶桑、主演浜村純、製作フジテレビジョン、1960年8月28日放映
- 『傍観者』 : 原作井上靖、脚本岡田光治、主演若原雅夫、製作フジテレビジョン、1961年3月29日放映（日立劇場）
- 『侍』第25回『刺客』 : 原作池波正太郎、主演小山田宗徳、製作関西テレビ放送、1961年4月23日放映
- 『お墓に青い花を』 : 演出丹羽茂久、原作樹下太郎、脚本若尾徳平、主演高美アリサ、製作フジテレビジョン、1961年9月14日・21日放映（プリンススリラー劇場・全2回） - [注釈 6]
- 『女の園』第15回『銀座の雪』 : 演出関口象一郎、脚本武田知之、主演福田公子、製作NHK大阪放送局、1962年1月21日放送
- 『ふぞろいの林檎たち』第5回『親友は誰ですか』 : 演出井下靖央、脚本山田太一、主演中井貴一、製作TBS、1983年6月24日放送（金曜ドラマ）

## ビブリオグラフィ
国立国会図書館蔵書を中心とした一覧である。

### 掲載エッセイ等
- 「僕の兵役」小泉純也・江川宇禮雄・水木京太・前田多門・相羽有・片岡音吾・安藤孝三・伊東東一郎・大川平八郎・新居格・光永星郎・大崎新吉・吉田秀人・岡譲二・高岡大輔・遠山元一・木村友衛・牧野周二・加藤勘十・北林透馬・佐藤惣之助・海野十三・檀野禮助・五島慶太・山田忍三・田原豐・秦豐吉・宇野浩二・飯村五郎・大下宇陀兒・太田亥十二・磯野秋雄・大山健二・川端龍子・梶原仲治・坪山德彌・吉植庄亮・中村武羅夫・小林秀恒・田原春次・神田伯龍・東郷靑兒・福原俊丸・井染四郎・赤城宗德・中村正常・愛野時一郎・淸澤洌・南部耕作・佐伯秀男・坂東好太郎・佐分利信・河野密・窪田四郎・石井德久次・松岡俊三・田中武雄・大辻司郎・山下太郎 : 『実業之日本』第40巻第19号所収、実業之日本社、1937年10月発行、p.158-172.
- 「佐伯秀男掌傳」 : 『東宝映画』第2巻第8号所収、東宝映画、1939年2月発行、p.22-23.
- 「私モノ語リ・マイディア3」佐伯秀男 : 『潮』第430号所収、潮出版社、1995年1月発行、p.316-317.

### 単著
- 『追悼 映画俳優佐伯秀男 あるがままに輝きて』、監修鬼武君代、編集円尾敏郎・藤田武司、ワイズ出版、2004年3月発行 ISBN 4898301673